# Moncef Marzouki
Moncef Marzouki (Grombalia, 7 juli 1945) is een Tunesisch mensenrechtenactivist, arts en politicus. Hij werd op 13 december 2011 tot door het parlement verkozen tot interim-president van Tunesië en vervulde die functie tot 31 december 2014.
Marzouki studeerde geneeskunde aan de Universiteit van Straatsburg in Frankrijk. Na zijn terugkeer naar Tunesië in 1979 stichtte hij het centrum voor communautaire geneeskunde in Sousse en het Noord-Afrikaanse netwerk voor preventie van kindermisbruik. 
In 1993 was Marzouki een stichtend lid van het Nationaal Comité voor de Verdediging van Gewetensgevangenen, maar hij nam ontslag nadat dit werd overgenomen door aanhangers van de regering. Vervolgens richtte hij het Nationaal Comité voor de Vrijheden op. Hij werd voorzitter van de Arabische Commissie voor de Mensenrechten.
In 2001 richtte Marzouki de politieke partij Congres voor de Republiek op. Deze werd in 2002 verboden, maar Marzouki verhuisde naar Frankrijk en bleef de partij leiden. Na de Jasmijnrevolutie, die leidde tot het vertrek van president Zine El Abidine Ben Ali uit Tunesië, kondigde Marzouki zijn terugkeer naar Tunesië aan. Na de Tunesische grondwetgevende verkiezingen 2011 vormde hij met zijn CPR een coalitie met de Ennahda-beweging (die premier Hamadi Jebali leverde) en Ettakatol (dat parlementsvoorzitter Moestafa Ben Jaafar leverde), terwijl hij zelf tot interim-president van Tunesië werd verkozen. 
Marzouki deed mee aan het presidentsverkiezingen in 2014, maar hij verloor in de tweede ronde van Beji Caid Essebsi. Op 31 december 2014 volgde Beji Caid Essebsi Marzouki op als president van Tunesië.
In november 2021 werd tegen Moncef Marzouki een internationaal arrestatiebevel uitgevaardigd wegens "het in gevaar brengen van de staatsveiligheid".

## Persoonlijk leven
In december 2011 huwde hij tijdens een privé-ceremonie in het presidentiële paleis in Carthago met Beatrix Rhein, een Franse arts. Marzouki heeft twee dochters uit een vorig huwelijk.